# Екзотичний атом
Екзотичний атом — електромагнітно зв'язана атомоподібна квантовомеханічна система, в якій виконується хоча б одна з наступних умов:
- роль позитивно зарядженого ядра виконує не протон-нейтронний нуклон, як у всіх елементах періодичної системи, а інша частинка (частинки);
- електронна оболонка містить відмінну від електрона частинку.

Екзотичні атоми, як правило, є короткоживучими, однак для них іноді вдається зареєструвати та вивчити хімічні властивості.

## Приклади
- Позитроній (пара електрон—позитрон)
- Мюоній (ядром є позитивно заряджений мюон)
- Протоній
- Мезоатом